# Острова Уоллис
Острова Уоллис (фр. Îles Wallis) — группа островов в юго-западной части Тихого океана, являющаяся частью заморской общины Франции Уоллис и Футуна. Ближайшие острова — Хорн (Футуна) на юго-западе (230 км), Тонга на юго-востоке (400 км), Самоа на западе (280 км). Площадь (включая лагуну) — 159 км². Население островов — 9207 чел. (вместе с временным населением — 9927 чел., 2008).

## География
Группа Уоллис состоит из сравнительного крупного острова Увеа (площадь 77,9 км² и 22 более мелких островов. Общая площадь группы (включая лагуну) — 159 км². Увеа — низкий вулканический остров. Наивысшая точка — г. Лулу-Факахега высотой 151 м. Конусы кратеров потухших вулканов образуют холмы в центре и на юге острова (Лока, Афафа, Лулу Луо, Холо, Холога, Аталика и др.). Северная часть острова представляет собой равнину, залитую древними потоками лавы. Острова Уоллис окружёны барьерным рифом. Барьерный риф островов асимметричен. С восточной стороны он расположен дальше от главного острова Увеа. С этой же стороны в рифе расположены 19 островов. С западной стороны он ближе и в нём расположено три из четырёх проходов (Фатуманини, Фуга’увеа и Аватолу). Четвёртый проход — Хоникулу — находится на юге (через него ведет фарватер в порт Мата-Уту, административный центр территории). Восточная часть лагуны наиболее глубока (40 м в заливе Мата-Уту). Западная часть более мелкая. Наибольшая ширина — 5 км. В течение суток наблюдается два полных прилива и отлива. Лагуна усеяна 22 небольшими островами (Нукуфоту (самый северный остров группы), Нукулаелае, Нукуфуфуланоа, Нукулоа, Улуиуту, Нукутеатеа, Нукутапу(северный), Луанива, Текавики, Нукухионе, Нукуатеа, Фаиоа, Фенуа-Фу (самый южный остров группы), Фугалеи, Нукухифала (самый восточный остров группы), Нукутапу (южный), Нукумоту, Нуку’тааки’моа, Нукуаофа, Нукуфетау, Нукутаакемуку, Хаофа), часть из которых кораллового, а другая — вулканического происхождения.
Высокие острова группы Уоллис сложены из оливиновых базальтовых лав и пироклазов, за исключением одного потухшего кратера на Увеа и связанных с ним лавовых потоков, сложеных олигоклазовыми андезитами. Низкие острова сложены известковым песком или являются разрушенными остатками конусов туфа и куполов лавы. Лавы островов Уоллис принадлежат к группе щелочных лав Центрально-Тихоокеанских вулканов.
Остров Увеа был образован объединением потоков лавы из 19 вулканических кратеров. За исключением двух молодых лавовых потоков, только покрытых почвой, большая часть острова составлена из потоков лавы середины плейстоцена. Лавы промежуточного возраста не существуют.
Гидрографическая сеть на островах Уоллис развита слабо. На островах есть 7 крупных по местным меркам озёр (Лано, Лалолало, Ланумаха, Ланутаваке, Ланутоли, Кикила, Алофиваи). Все они, кроме Ланутоли, пресные и заполняют кратеры потухших вулканов острова Увеа (кроме Кикилы). Наибольшее озеро — Кикила (17,9 га). Кроме того, вдоль северного и восточного побережья главного острова расположено около 20 солёных озёр/болот. Многочисленны короткие ручьи и источники (встречаются также и на малых островах группы). Остров Увеа покрыт красноватыми латеритными почвами, богатыми оксидом железа и глиноземом, но бедными азотом и фосфором, а потому малоплодородными. Такие же почвы характерны и для других вулканических островов группы Уоллис. Грунт остальных островов группы представлен карбонатным песком.

## История
Европейцами острова были открыты в 1767 году и названы в честь их первооткрывателя Сэмюэля Уоллиса. С 1842 года острова принадлежат Франции.

## Население
Согласно переписи 2008 года на островах проживало 9227 человек. Самым крупным населённым пунктом островов является Мата-Уту, где проживает 1124 человека. Всего на островах есть 21 населённый пункт. Большая часть населения представляет народ уоллис (увеа). Основные языки — уоллисский (увеанский) и французский. Основная религия — католицизм.
| Территориальный район/деревня | Название на французском языке | Площадь, км² | Население, чел. (2008) | Административный центр чел. (2008) |
| ----------------------------- | ----------------------------- | ------------ | ---------------------- | ---------------------------------- |
| Хахаке:                       | Hahake                        | 57           | 3759                   | Мата-Уту (1124)                    |
| Ахоа                          | Ahoa                          | -            | 437                    | -                                  |
| Ака’ака                       | Aka’aka                       | -            | 515                    | -                                  |
| Фалалеу                       | Falaleu                       | -            | 626                    | -                                  |
| Ха’афуасиа                    | Ha’afuasia                    | -            | 386                    | -                                  |
| Лику                          | Liku                          | -            | 671                    | -                                  |
| Мата’уту                      | Mata’utu                      | -            | 1124                   | -                                  |
| Хихифо:                       | Hihifo                        | 48           | 2203                   | Ваитупу (503)                      |
| Алеле                         | Alele                         | -            | 629                    | -                                  |
| Мала’е                        | Mala’e                        | -            | 500                    | -                                  |
| Туфу’оне                      | Tufu’one                      | -            | 197                    | -                                  |
| Ваилала                       | Vailala                       | -            | 374                    | -                                  |
| Ваитупу                       | Vaitupu                       | -            | 503                    | -                                  |
| Муа:                          | Mua                           | 54           | 3265                   | Мала’ефо’оу (224)                  |
| Гахи                          | Gahi                          | -            | 277                    | -                                  |
| Ха’атофо                      | Ha’atofo                      | -            | 208                    | -                                  |
| Халало                        | Halalo                        | -            | 563                    | -                                  |
| Колопопо                      | Kolopopo                      | -            | 144                    | -                                  |
| Лавегахау                     | Lavegahau                     | -            | 359                    | -                                  |
| Мала’ефо’оу                   | Mala’efo’ou                   | -            | 224                    | -                                  |
| Те’еси                        | Te’esi                        | -            | 250                    | -                                  |
| Тепа                          | Tepa                          | -            | 229                    | -                                  |
| Утуфуа                        | Utufua                        | -            | 622                    | -                                  |
| Ваималау                      | Vaimalau                      | -            | 389                    | -                                  |

## Административное деление
Острова Уоллис состоят из одного округа Увеа, который в свою очередь делится на три района:
| № | Район  | Название на французском языке | Площадь, км² | Население, чел. (2008) | Плотность, чел./км² | Административный центр, чел. (2008) | Число деревень |
| - | ------ | ----------------------------- | ------------ | ---------------------- | ------------------- | ----------------------------------- | -------------- |
| 1 | Хахаке | Hahake                        | 57           | 3748                   | 65,75               | Мата-Уту (1126)                     | 6              |
| 2 | Хихифо | Hihifo                        | 48           | 2197                   | 45,77               | Ваитупу (503)                       | 5              |
| 3 | Муа    | Mua                           | 54           | 3262                   | 60,41               | Мала’ефо’оу (224)                   | 10             |
|   | Всего  |                               | 159          | 9207                   | 57,91               |                                     | 21             |

## Экономика
Сельское хозяйство и животноводство занимают первое место практически для всех жителей островов. Сельскохозяйственные продукты главным образом предназначены для удовлетворения собственных потребностей и в большинстве случаев не попадают на рынок. Рыболовство, развитию которого уделяет большое внимание власти территории, развилось ещё не достаточно даже для удовлетворения местного спроса. Хотя в среднесрочной перспективе планируется рост этой отрасли и строительство рыболовного порта.
Денежная единица — французский тихоокеанский франк (франк КФП). По состоянию на 31 мая 2009 года за 1 доллар США давали 85,45 франков КФП